# Shepherdsville
Shepherdsville ist eine Stadt im Bundesstaat Kentucky in den Vereinigten Staaten und der Verwaltungssitz (County Seat) des Bullitt County. Das U.S. Census Bureau hat bei der Volkszählung 2020 eine Einwohnerzahl von 14.201 ermittelt. Shepherdsville befindet sich an den Ufern des Salt River. Das Stadtzentrum von Louisville liegt 20 Meilen (32 km) nördlich über die Interstate 65, und Elizabethtown liegt 26 Meilen (42 km) südlich. Die Stadt ist Teil der Metropolregion Louisville.

## Geschichte
Die Gegend war ursprünglich als Bullitt's Lick bekannt, wegen der Salzlecken, die der Landvermesser Thomas Bullitt 1773 entdeckte. In der Gegend befanden sich die ersten kommerziellen Salzwerke Kentuckys. Diese wurden in den 1830er Jahren wegen der Konkurrenz durch die Werke in Virginia entlang des Kanawha River (heute in West Virginia) geschlossen. Shepherdsville entwickelte sich um die Mühle und den Laden, die Adam Shepherd, der in der Gegend 900 Acres (360 Hektar) gekauft hatte, entlang des Salt River errichtete. Die Stadt erhielt 1793 ihre Gründungsurkunde und wurde 1796 bei der Gründung von Bullitt County zum County Seat ernannt.
Das erste Postamt wurde 1806 eröffnet. 1836 wurde ein Mineralwasserbad namens Paroquet Springs eröffnet. Man glaubte, dass das Mineralwasser medizinische Eigenschaften hatte, und so besuchten Menschen, die an einer Vielzahl von Krankheiten litten, Shepherdsville, um das Wasser zu trinken und zu baden. Mitte der 1850er Jahre wurde in der Nähe die Hauptstrecke der Louisville and Nashville Railroad gebaut.
Während des Bürgerkriegs war die Eisenbahnbrücke über den Salt River bei Shepherdsville ein potentielles Ziel für Sabotage und wurde von Unionstruppen bewacht. Im Jahr 1879, kurz nach dem offiziellen Ende der Reconstruction, brannte das Paroquet Springs Hotel bis auf die Grundmauern nieder. Das Wasser aus den Quellen wurde noch bis 1915 in Flaschen abgefüllt und verkauft.
Während des größten Teils des 20. Jahrhunderts basierte die Wirtschaft von Shepherdsville auf der Landwirtschaft. Es war ein Handelszentrum für das County der juristische Angelegenheiten, welche das County und seine Bewohner betrafen, wurden hier geregelt. Der Bau des Kentucky Turnpike (heute Interstate 65) in den 1950er Jahren förderte die Wohnbebauung in den Vororten, da Menschen, die in Louisville arbeiteten, leichter zur Arbeit pendeln konnten. Viele zogen nach Shepherdsville und in andere Vorstädte, um neue Häuser zu haben.

## Demografie
Nach der Schätzung von 2019 leben in Shepherdsville 12.442 Menschen. Die Bevölkerung teilte sich 2017 auf in 93,3 % nicht-hispanische Weiße, 0,7 % Afroamerikaner, 0,3 % amerikanische Ureinwohner, 0,3 % Asiaten und 2,3 % mit zwei oder mehr Ethnizitäten. Hispanics oder Latinos aller Ethnien machten 2,3 % der Bevölkerung aus. Das mittlere Haushaltseinkommen lag bei 51.760 US-Dollar und die Armutsquote bei 13,7 %.